# Panitan, Capiz
Panitan là một đô thị hạng 4 ở tỉnh Capiz, Philippines. Theo điều tra dân số năm 2000 của Philipin, đô thị này có dân số 37.458 người trong 7.073 hộ.

## Các đơn vị hành chính
Panitan được chia thành 26 barangay.
| - Agbabadiang - Agkilo - Agloway - Ambilay - Bahit - Balatucan - Banga-an - Cabugao - Cabangahan - Cadio - Cala-an - Capagao - Cogon | - Conciencia - Ensenagan - Intampilan - Pasugue - Poblacion Ilawod - Poblacion Ilaya - Quios - Salocon - Tabuc Norte - Tabuc Sur - Timpas - Tincupon - Tinigban |